# Куон гірський
Куон гірський або червоний вовк гірський, азійський дикий пес, індійський дикий пес, дхол (Cuon alpinus) — хижак з родини псові (Canidae), що мешкає в Південній та Південно-східній Азії. Монотипний рід.
Куон гірський є єдиним збереженим представником роду куон. Він відрізняється від своїх родичів з роду пес меншою кількістю молярів та сосків. Через знищення самих куонів та їх місць проживання, вони занесені до Червоної книги Міжнародного союзу охорони природи. Куони ніколи не нападають на людей та не завдають шкоди сільському господарству. Вся кількість представників куонів по світу становить менше ніж 2 500 дорослих особин, і триває тенденція зменшення їх чисельності. У неволі, в різних зоопарках та заповідниках, міститься приблизно 110 особин.
Куони дуже соціальні тварини, що живуть у великих кланах, які іноді розділяються у менші зграї задля полювання. Всеїдні тварини, які у разі необхідності полюють на унгулятів середнього розміру. Бояться людей, тому їх важко приручити, але дуже сміливі, коли потрібно захищати свій клан: куони можуть напади на вепрів, індійських буйволів та тигрів.

## Опис

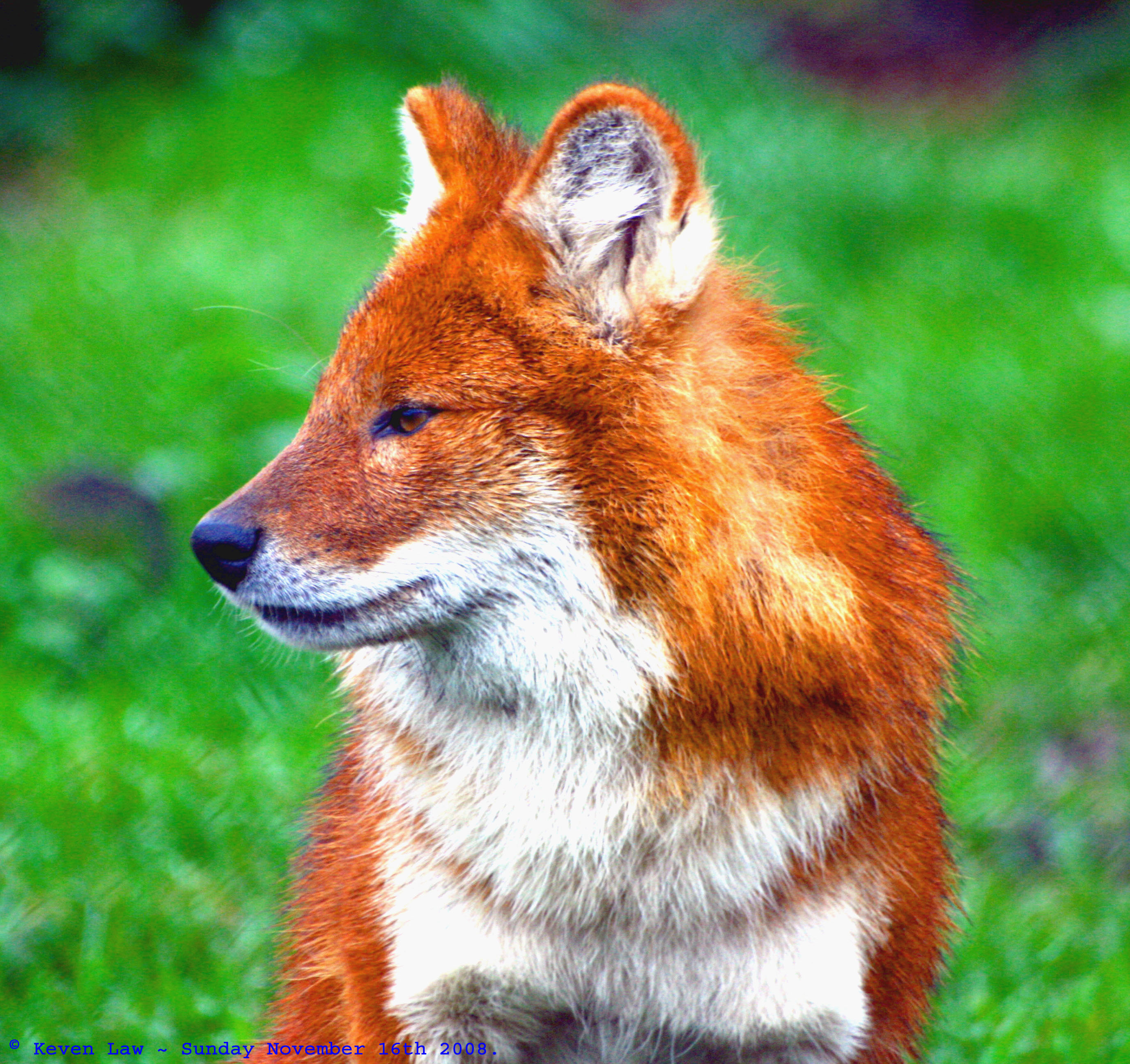

За зовнішністю куон нагадує щось середнє між вовком, лисицею та шакалом. Від звичайного вовка, гірський куон відрізняється рудим забарвленням, пухнастим хутром (довжина окремих волосків 20-30 мм) і більш довгим хвостом (майже досягає землі і більш схожим на лисячий, ніж на вовчий). Зазвичай звір не підіймає хвоста вище горизонтальної лінії тіла. Характерна укорочена загострена морда. Вуха великі, стоячі із закругленими вершинами, високо посаджені на голові. З вушних раковин стирчать пучки білого волосся. Довжина тулуба 76-103 см, хвоста — 28-48 см, висота в холці — 50 см. Вага самиць становить 10-13 кг, самців — 14-21 кг.
Від інших представників родини псові куон відрізняється зменшеним числом корінних зубів (по 2 в кожній половині щелепи) і великою кількістю сосків (6-7 пар). Линяють в основному з березень по травень.
Голос нагадує собаче скавучання, нерідко до цих звуків домішується коротке виття. Під час бійок вовки видають різке, голосне й уривчасте виття. Один із найуживаніших звуків, що може подати гірський куон — це свист. Часто ним користують індійські мисливці, коли хочуть привернути увагу цих тварин.
Вовченята вперше починають гавкати по-дорослому у віці 50-52 днів.

### Забарвлення
Більшість куонів мають руде забарвлення. Шия, груди, боки та живіт більш жовті, в той час як спина та голова можуть варіюватися від яскраво-червоного та іржаво-червоного взимку до світло-коричневого влітку. Літнє хутро значно коротше, грубіше та тьмяніше . Проте все ж таки основне забарвлення сильно змінюється в окремих особин і в різних частинах ареалу. Ця мінливість в поєднанні з широким розповсюдженням спричинили опис цілого ряду локальних підвидів, які раніше вважалися самостійними видами.
Нижні частини кінцівок мають світле, майже біле, забарвлення, з темними коричневими смугами на передніх сторонах передніх кінцівок. Писок та лобова частина сірувато-червона. Хвіст дуже пухнастий, червонасто-вохристого кольору, з темно-коричневим забарвленням на кінці хвоста.

## Розповсюдження

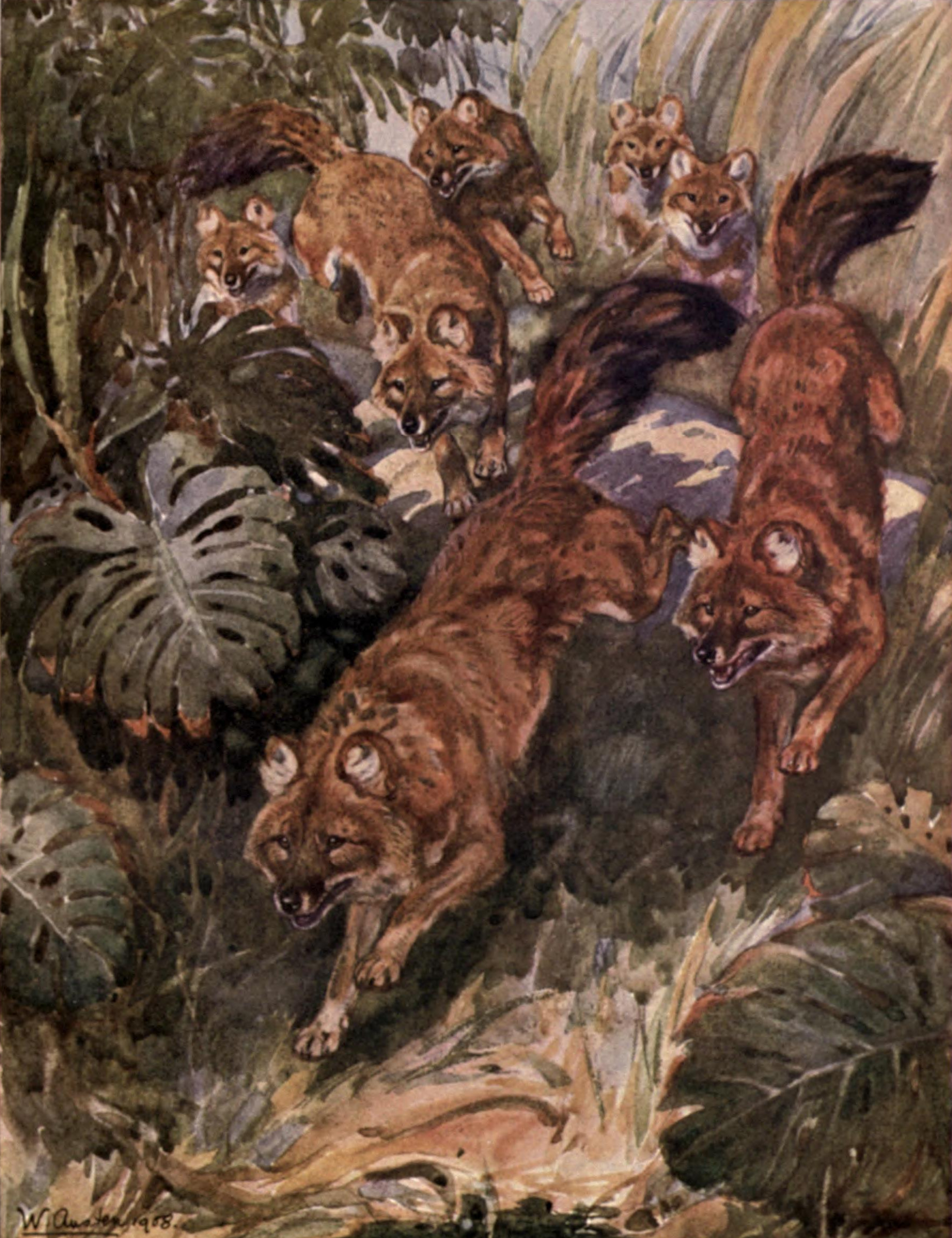
Картина Вініфреда Остена

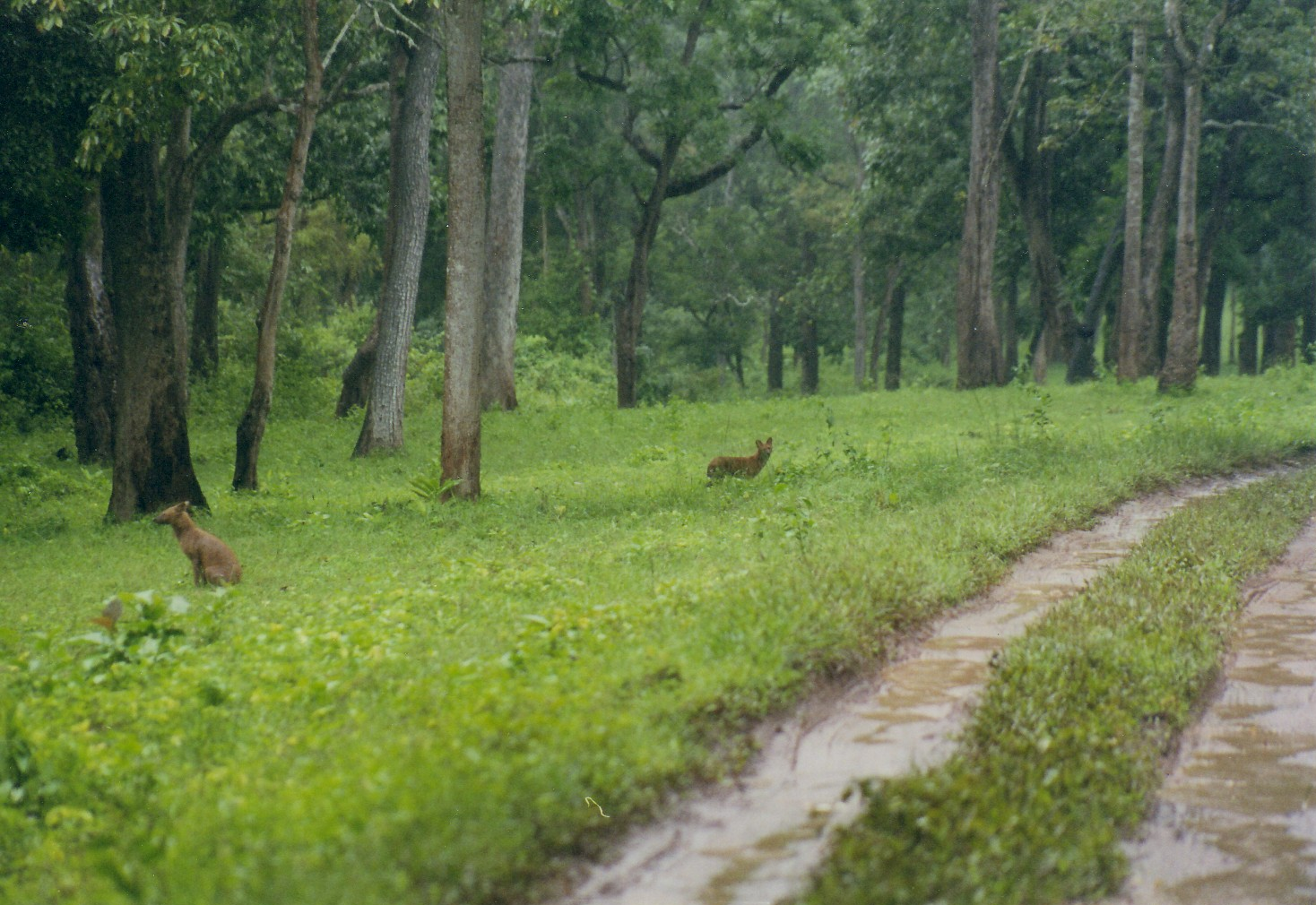

Мешкає червоний вовк у гірських та лісових областях Центральної та Південної Азії, зокрема на Індокитайському півострові, півострові Малакка, островах Ява та Суматра. Іноді ця тварина зустрічається в Середній Азії, у горах Далекого Сходу та Західних Саян, куди потрапляє із територій Монголії та Китаю. Сама межа ареалу непостійна, оскільки червоний вовк схильний до далеких нерегулярним кочівель і переміщень навіть у межах невеликого регіону. У XIX столітті північна межа ареалу куона проходила від низовин річки Уди (Хабаровський край) на захід південніше Станового хребта і північніше нижньої течії Шилки. Далі вона йшла на південь від Байкалу, охоплюючи Саяни й Алтай, аж до річки Катуні. Ця тварина мешкала також у Казахстані, Киргизстані і Таджикистані. Зараз він дуже рідко зустрічається на південному заході Примор'я.
У верхньому ж плейстоцені в Бурятії червоний вовк був звичайним видом долини річки Селенги в районі нинішнього Улан-Уде. У міру збідніння ресурсів диких копитних і винищення самих куонів, даний вид перестав зустрічатися в долинах і низькогір'ях Забайкалля. У викопному стані відомий з теренів західної частини України (Татаринов, 2000).
Живе у горах, піднімаючись до альпійської зони. У південній зоні свого ареалу тяжіє до лісів. Нерідко робить сезонні кочівлі, іноді з'являється в невластивих йому ландшафтах — лісостепах, степах і навіть в пустелях. Більшу частину року він тримається в субальпійському й альпійському поясах, на півдні ареалу — в низько- і середньогірських тропічних лісах, а в північно-східних районах — в гірській тайзі, проте скрізь його перебування приурочено до скелястих місцин та ущелин, де куон має змогу забезпечити себе безпечним житлом та харчами.

## Харчування
Як і всі псові, куон всеїдна тварина. Влітку регулярно їсть рослину їжу, полює на ящірок. Часто приносять своїм вовченятам ревінь. Проте коли починаються проблеми із цим видом харчуванням, можуть напасти на копитних середнього розміру (замбар, аксисів, гарну, нільгау). Полює вдень, іноді зграями до 10 вовків. Також, при захисті свого клану, можуть напасти на тигрів, леопардів, вепрів.

## Спосіб життя

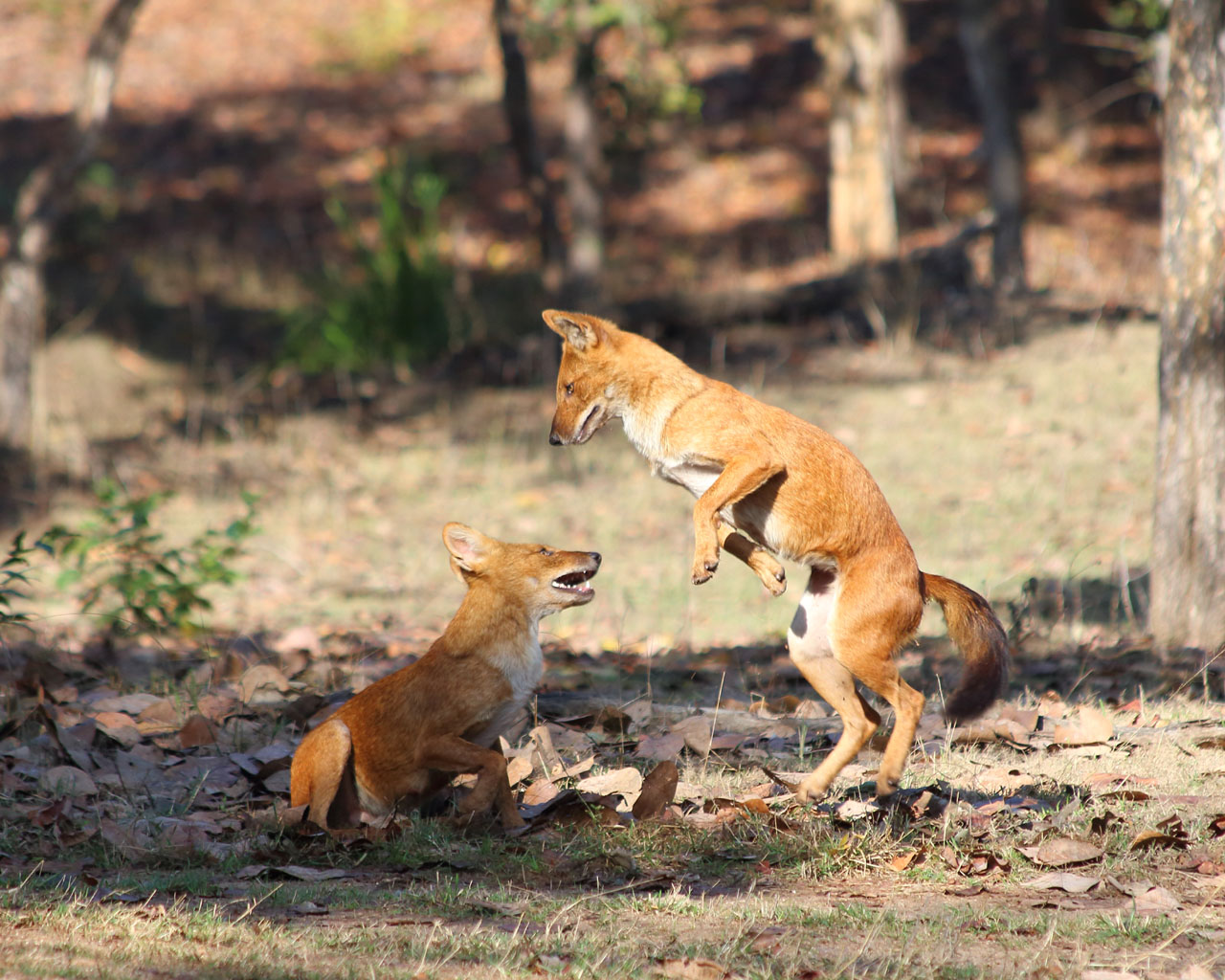

Активність цілодобова, але на пошуки харчів виходять переважно вдень. Якщо їм доводиться полювати, то орієнтуються в пошуку здобичі на запах; іноді навіть підстрибують вгору, щоб краще впіймати її запах. Полюють лише у зграях по 10-15, а іноді й по 20-30 особин. Діють дуже організовано.
Як сховище червоний вовк обирає скелі, печери, заглибини у схилах, ущелини. Ці хижаки не риють нір, переважно живуть у норах, що були покинуті іншими тваринами. На відкритих рівнинах ніколи не селяться, але в пошуках їжі можуть робити далекі сезонні кочівлі. Характерні також і вертикальні кочівлі. Відомі кочування куонів на відстань 180-600 км від основних районів проживання.
Куон відмінно плаває і не боїться холодної води. Вільно перепливають річки шириною до 80 метрів. Відмінно стрибають: здатні подолати в довжину відстань до 6 метрів. У червоних вовків дуже добре розвинений слух. Навіть сплячі дорослі тварини вловлюють шелест паперу на відстані 10-12 метрів. Вони надзвичайно чуйні й обережні, з'являються раптово і блискавично зникають, тому зустрічі з ними в природі дуже рідкісні. Вовки дуже потребують води, тому після їжі вони відразу ж мчать до водного джерела. Людей гірські куони уникають; в неволі розмножуються, але важко приручаються. За спостереженнями в зоопарку, вовки пересуваються крадькома, притискаючись до землі. Так ходять червоні вовки і в природі. Як і собаки, червоні вовки махають своїми хвостами, коли спілкують між собою.
Часто на куонів нападають звичайні вовки, тигри, вепри, леопарди та інші більші тварини, оскільки через безвідповідальну людську діяльність ці тварини зазнають великої руйнації та стають змушеними шукати кращого життя деінде.
Куони дуже соціальні і тримаються зграями, зазвичай по 6-12 особин. Проте часто зграї можуть сягати 15-25 тварин. Ці зграї складаються із домінантної пари та їх дітей з різних поколінь. Зазвичай в зграях більше самців, ніж самиць. У межах зграї є сувора ієрархія, а відносини всередині зграї зазвичай доволі дружні. Зграя активно захищає свою територію, яка зазвичай має площу 40-84 км², в залежності від придатності та доступності харчів і води. Зазвичай розмножується лише панівна самиця. Члени зграї демонструють багато турботи один про одного і співпрацюють між собою, виконуючи певні завдання, як, наприклад, догляд за чужими вовченятами чи збиранням харчів.

## Продовження роду
Куони моногамні. Частіше вступають у контакт із протилежною статтю у січні-лютому, а вовченят народжують у квітні. В Індії можуть народжувати дитинчат протягом цілого року. Самці й самиці беруть однакову участь у виховані покоління, що підростає. Всі члени клану допомагають родині в охороні лігва з дитинчатами, піклуються і підгодовують мати і її потомство. Коли більша частина клану йде на пошуки їжі, інша частина куонів залишається в лігва в ролі охоронців.
Вагітність триває 62-64 дні, вовчиці можуть народити до 5-9 вовченят. Новонароджені мають коротку темно-коричневу шерсть. Малюки народжуються сліпими, із закритими слуховими отворами. Нагадують звичайних вовченят або цуценят німецької вівчарки, але з білим кінчиком хвоста. Вовченята зберігають це забарвлення до 3 місяців. На 13-й. 14-й день прорізуються зуби, в цей же час відкриваються очі. До 10 тижнів мешкають лише в лігві, але після цього терміну починають виходять із нього і ходити біля батьків. У віці 6 місяців дитинчата досягають ваги дорослих тварин. В 7 місяців вовченя стає повноправним учасником клану. Статева зрілість настає в 1-2 роки.

## Підвиди
- Cuon alpinus Adustus — північна М'янма та Індокитай
- Cuon alpinus Dukhunensis — Індія південніше ріки Ганг
- Cuon alpinus fumosus — від західного Сичуань (Китай) до Монголії
- Cuon alpinus Hesperius — Далекий Схід Росії та Китай
- Cuon alpinus Infuscus — південна М'янма, Малайзія, Таїланд та В'єтнам
- Cuon alpinus javanocus — острів Ява
- Cuon alpinus Laniger — Кашмір та південний Тибет
- Cuon alpinus lepturus — Китай, південніше ріки Янцзи
- Cuon alpinus Primaevus — гімалайські райони Непалу, Сіккім (Індія) і Бутану
- Cuon alpinus Sumatrensis — Суматра

Вимерлий підвид гірського куона Cuon alpinus europaeus мешкав на території Західної і Центральної Європи в другій половині плейстоцену. Він був набагато більший за сучасні підвиди і наближався за розмірами до сірого вовка.

## Згадування в культурі
Тварини, що дуже нагадують гірських куонів, описані в багатьох староєвропейських текстах, включаючи остготські саги.
Червоний вовк досить відомий завдяки «Книзі джунглів» Редьярда Кіплінга. Куонів згадували в серіалах «Цілком таємно» та «Янгол» (1999).

## Народні назви
- Асамська мова: raang-kukur
- Бенгальська мова: রাম কুত্তা (ram kut ta), জংলি কুকুর (jongli-kukur), বুনো কুকুর (būno-kukūr)
- Гінді/Урду: jangli-kutta, ram-kutta, son-kutta or ban-kutta
- Каннада: ಸೀಳು ನಾಯಿ (sīḷu nāyi), ಕಾಡು ನಾಯಿ (kāḍu nāyi)
- Малаялам: കാട്ടുനായ (Kāttunāya) or കാട്ടുപട്ടി (kāttu patti)
- Маратхі: kolsun, kolasna, kolasra or kolsa
- Тамільська мова: செந்நாய் Sen Naai (Червоний печ)
- Телуґу: resu-kukka or adavi-kukka అడవి కుక్క, రేసు కుక్క
- Гонді: eram-naiko
- Хо: tani
- Кашмірська мова: ram-hun
- Ладакхська мова: siddaki
- Тибетська мова: hazi or phara'
- Шерпа: paoho
- Лепча: sa-tum
- Китайська мова: 豺 chái
- Бірманська мова: tau-khwe
- Індонезійська мова: ajag
- Малайська мова: serigala or anjing hutan
- Непальська мова: वन कुकूर (wan kukūr)
- Корейська: 승냥이 seungnyangi
- Гуджараті: jangli-kutra
- Балтистанська мова: jangli-kuta

### Українська назва
У рос.-укр.-лат. зоологічному словнику (Маркевич, Татарко, 1983) вид позначений як «червоний вовк гірський». У останній  К. Татаринова (2000) назву подано як «Куон».

## Галерея

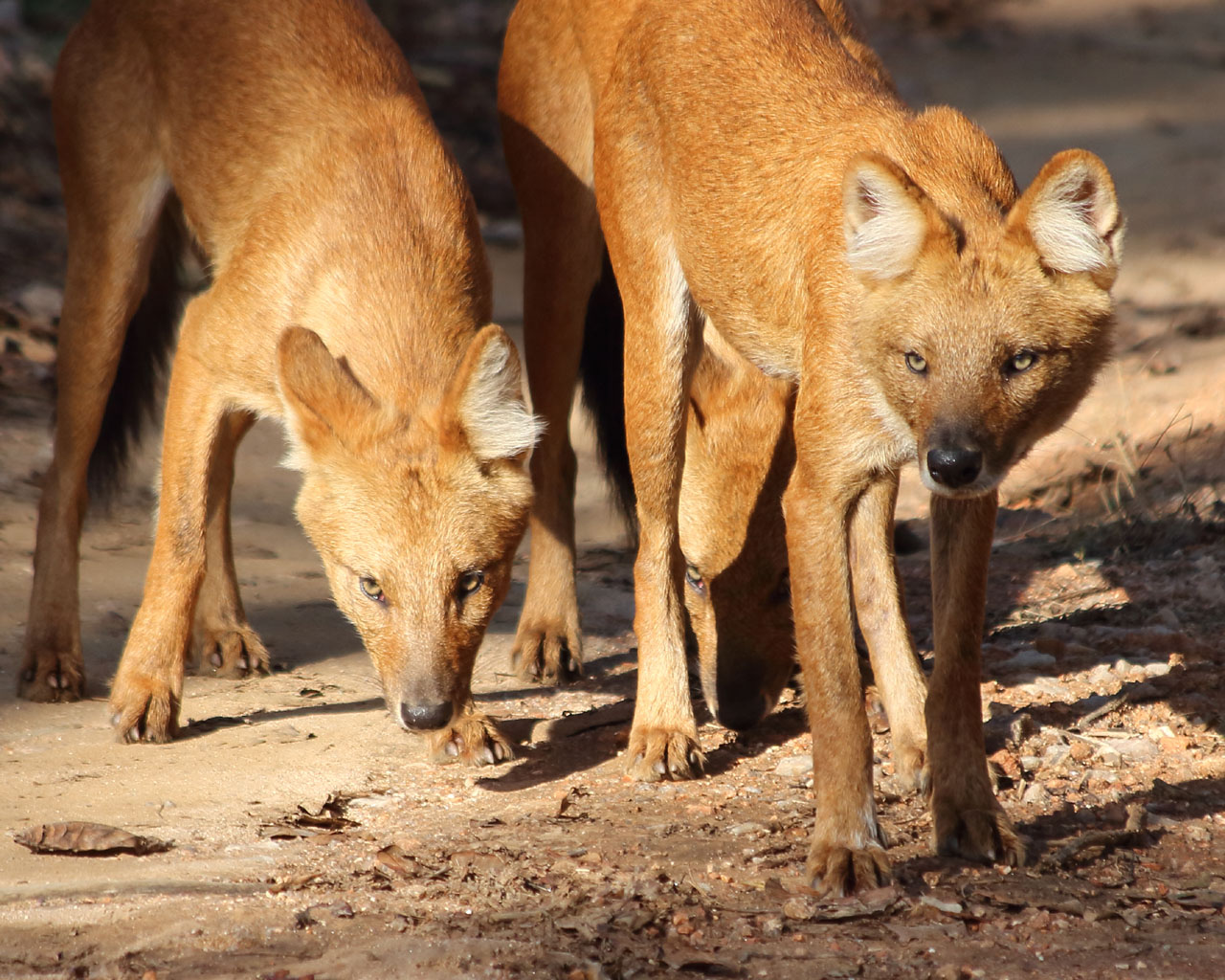
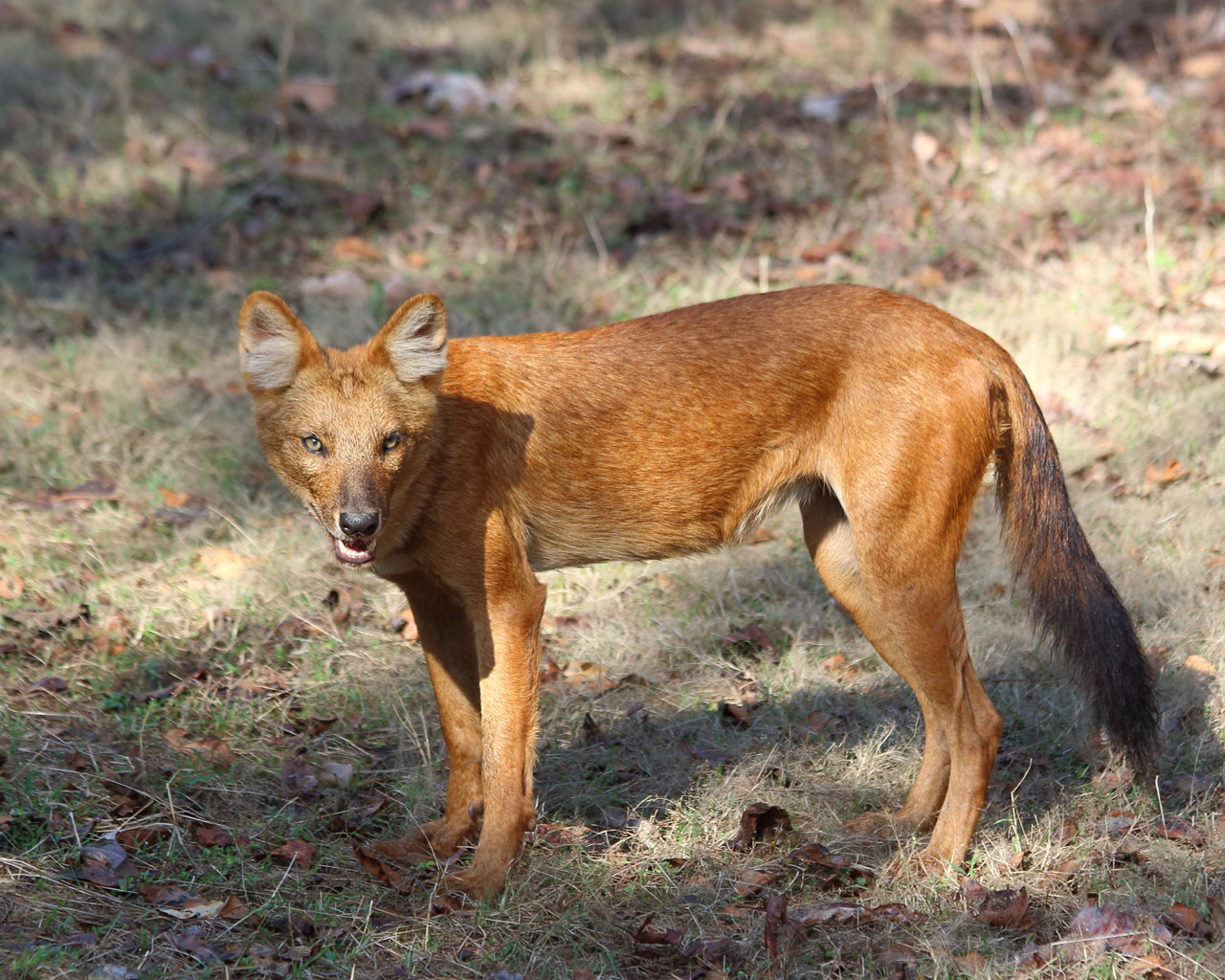
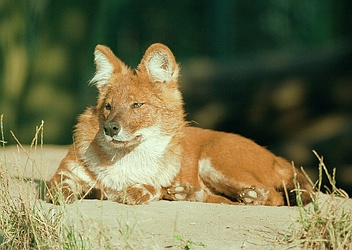
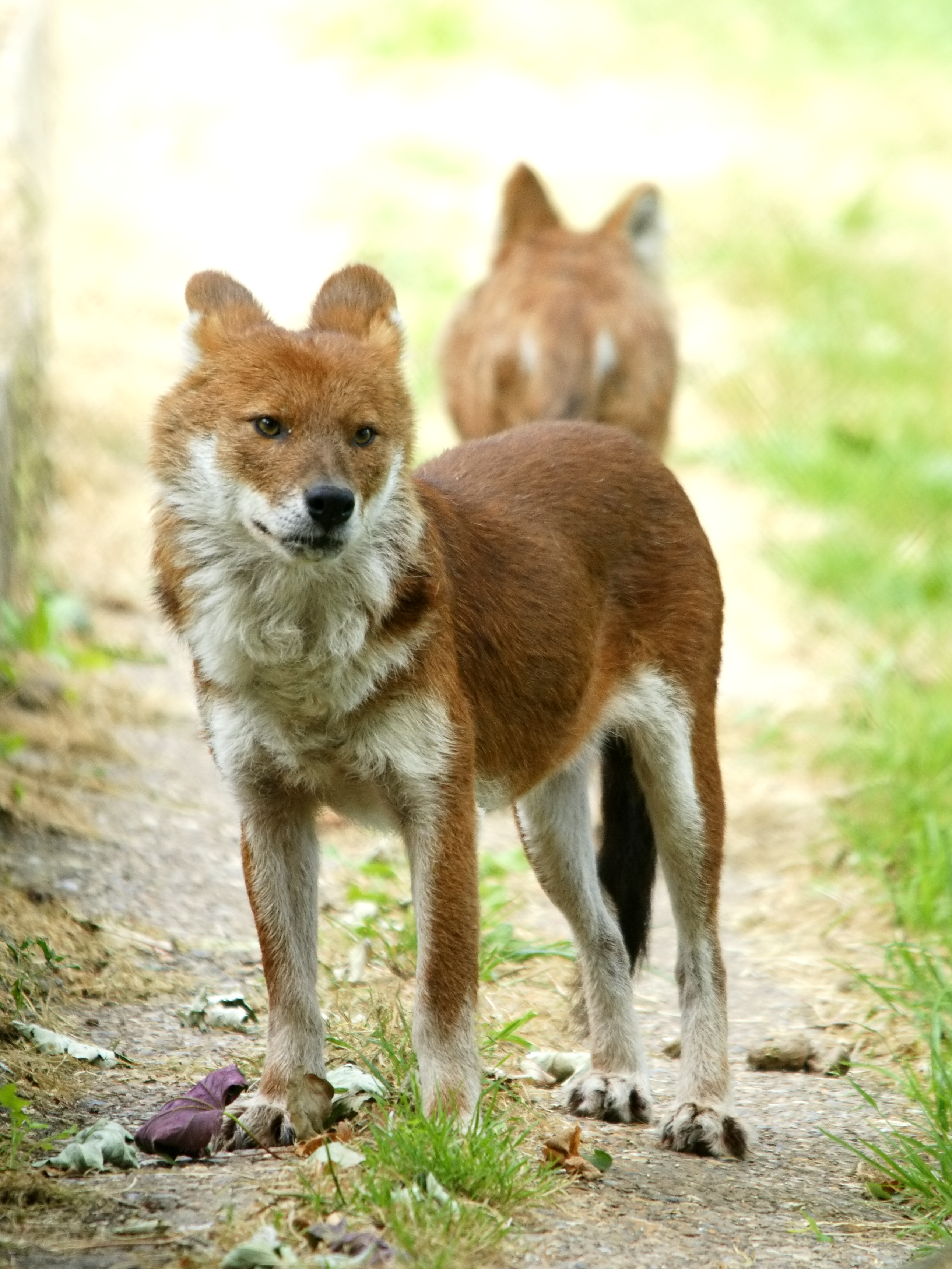
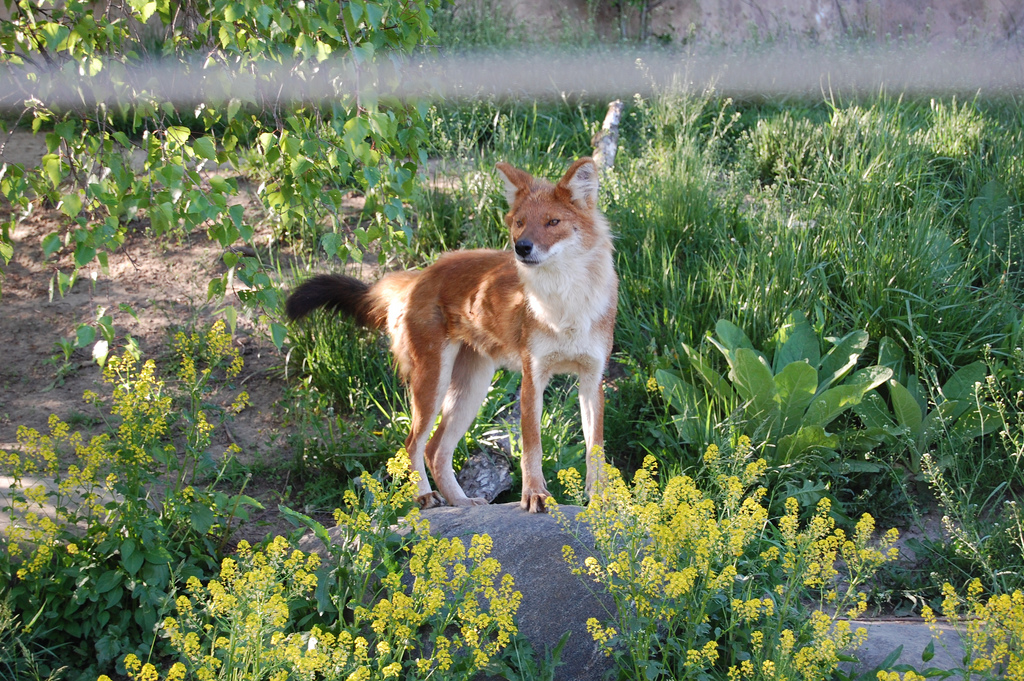
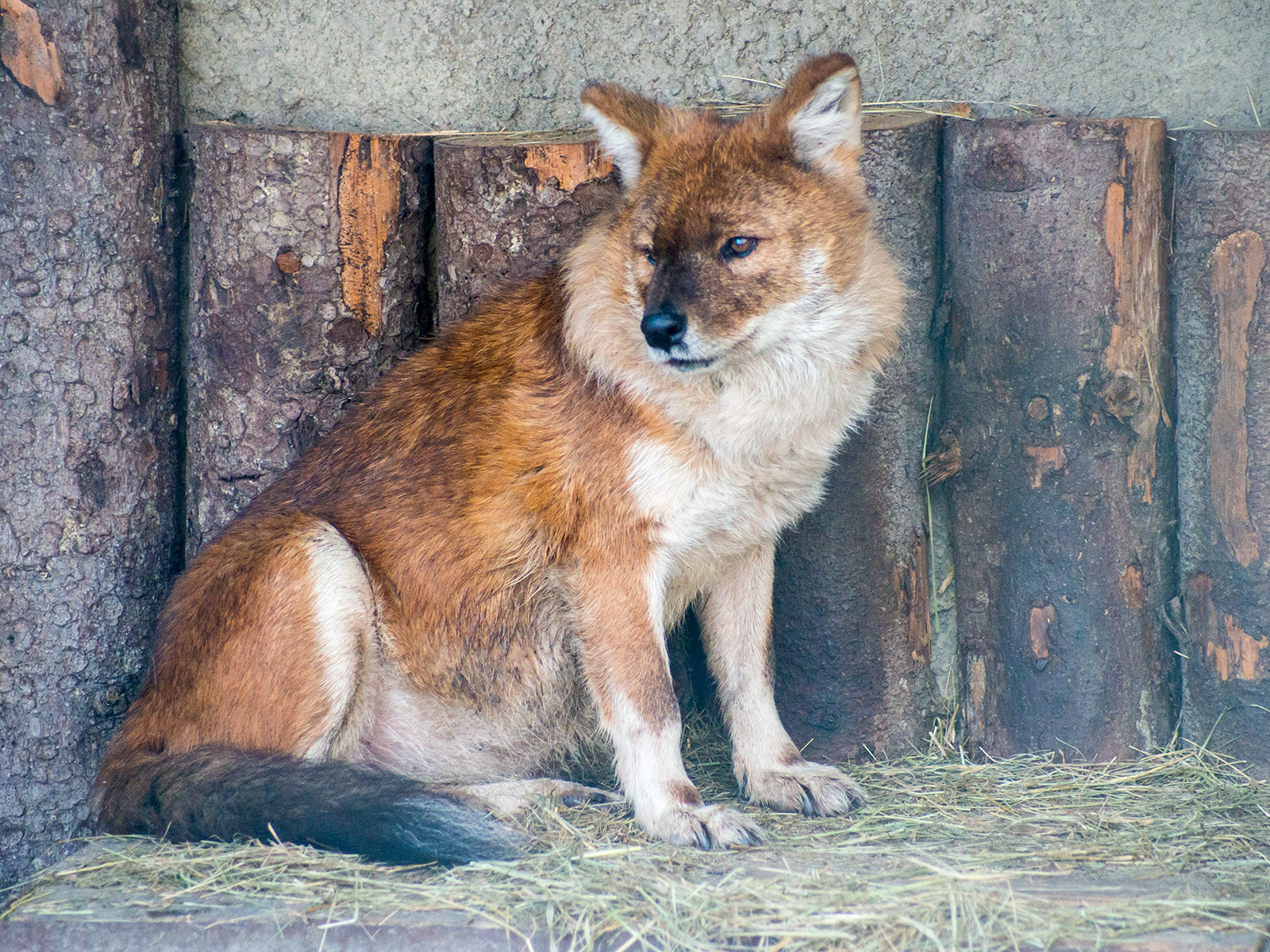
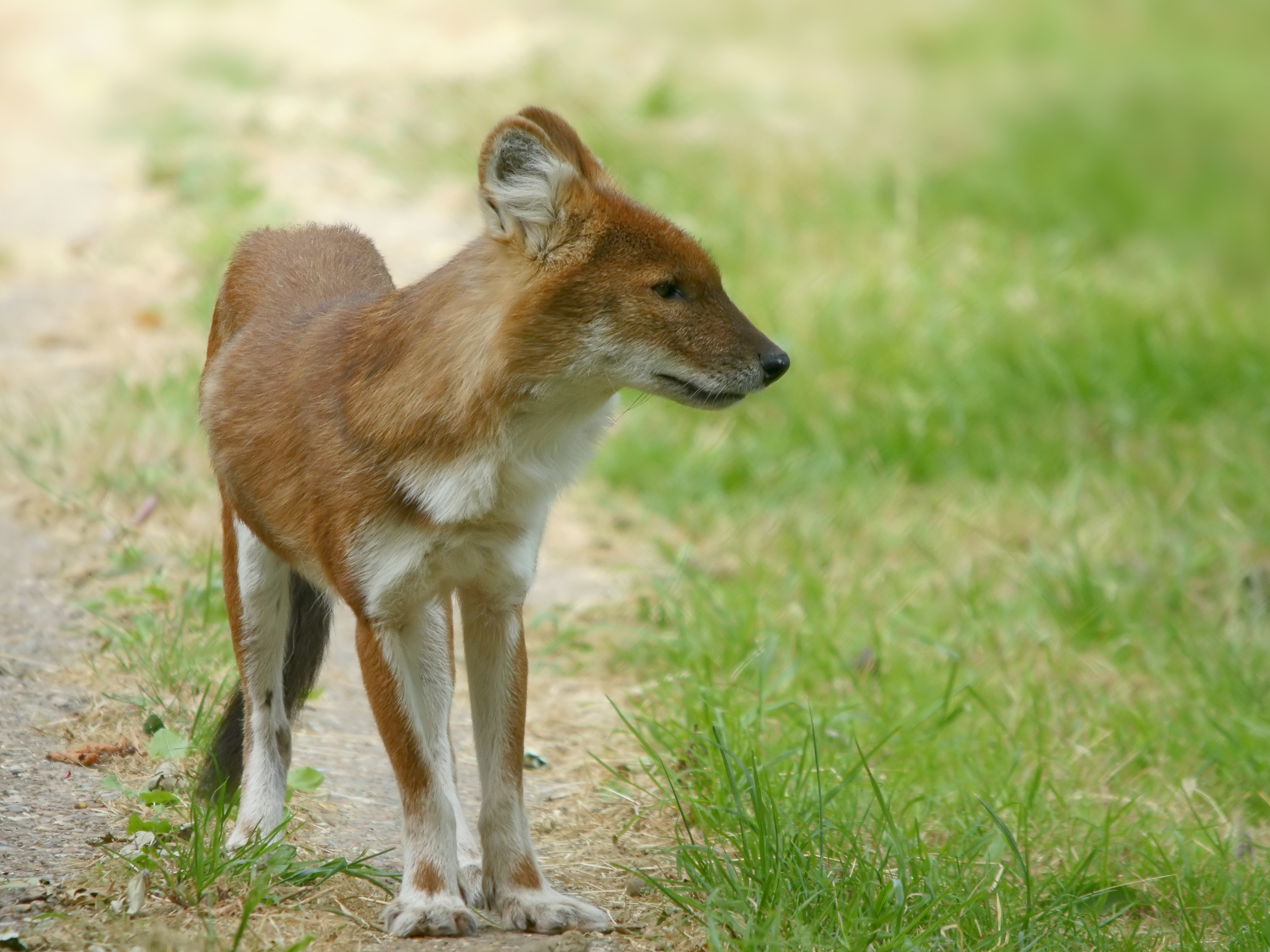
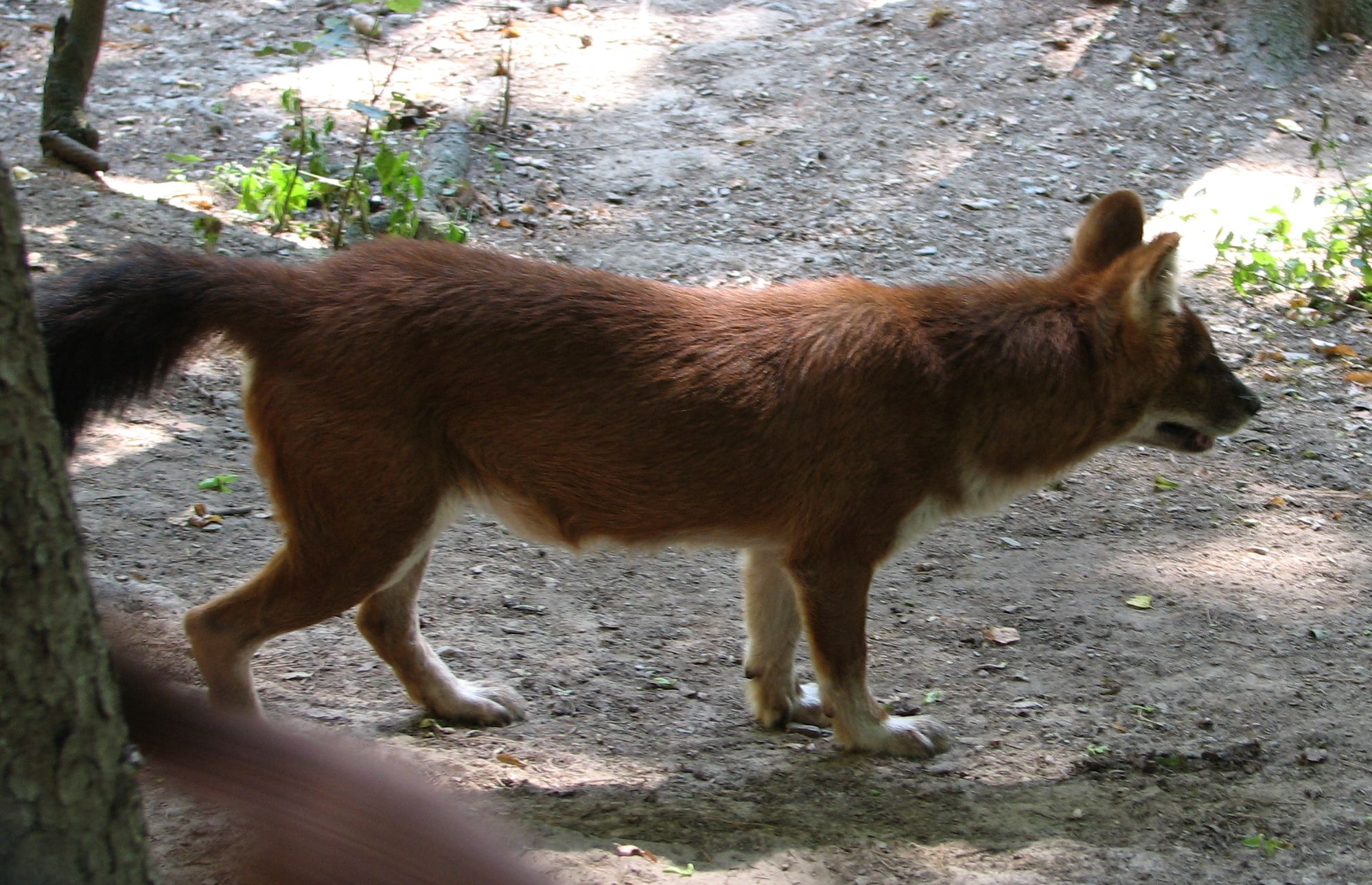
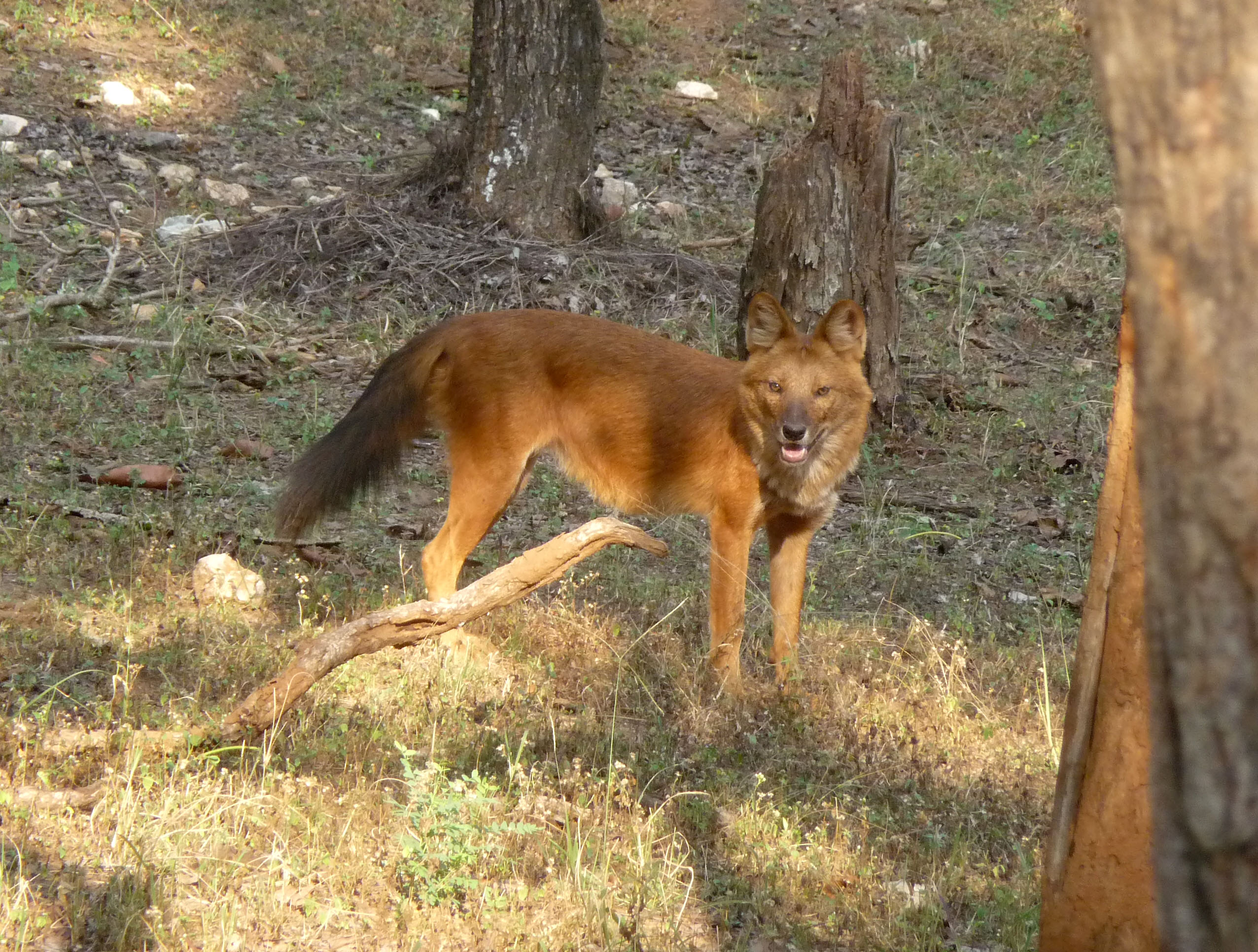
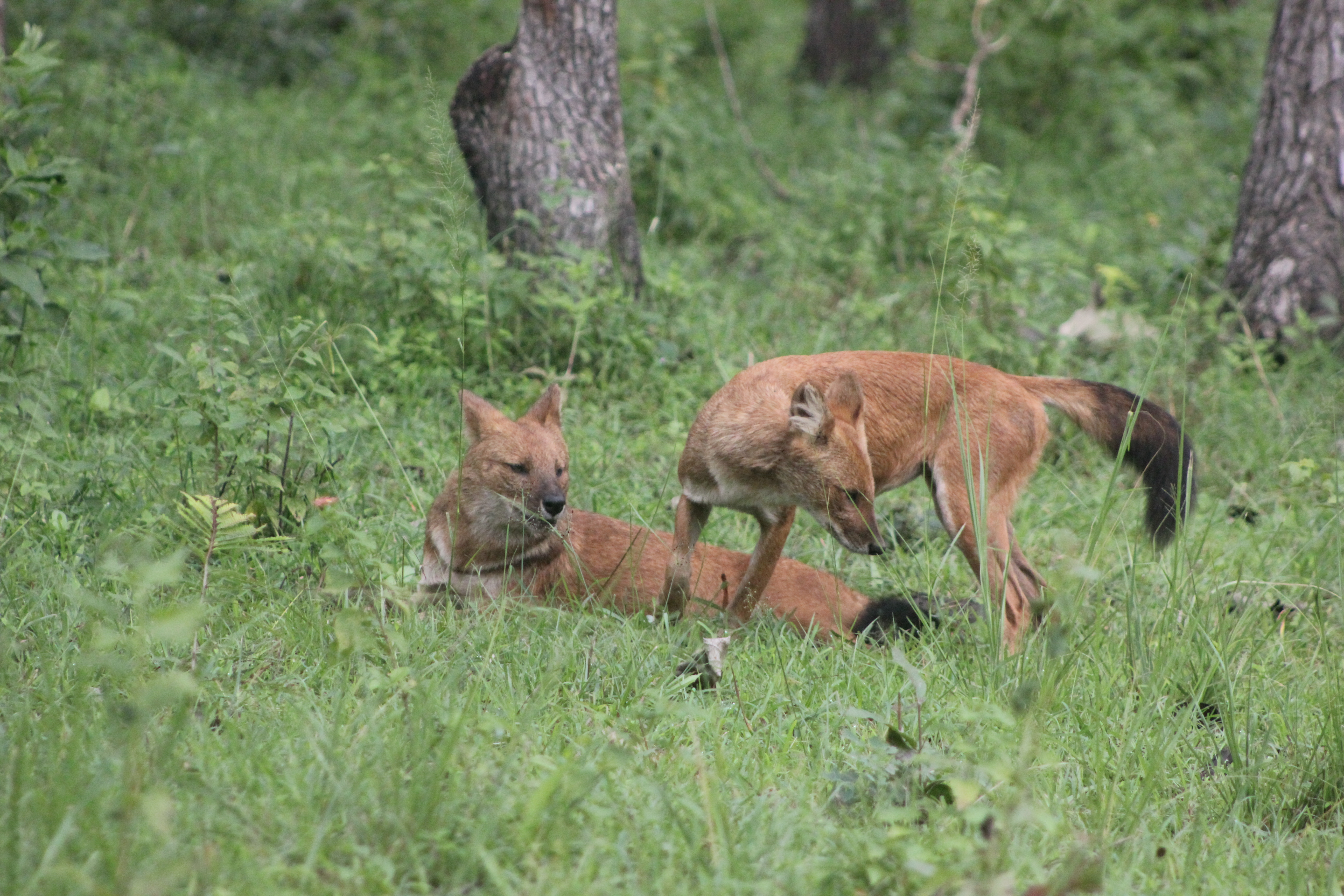
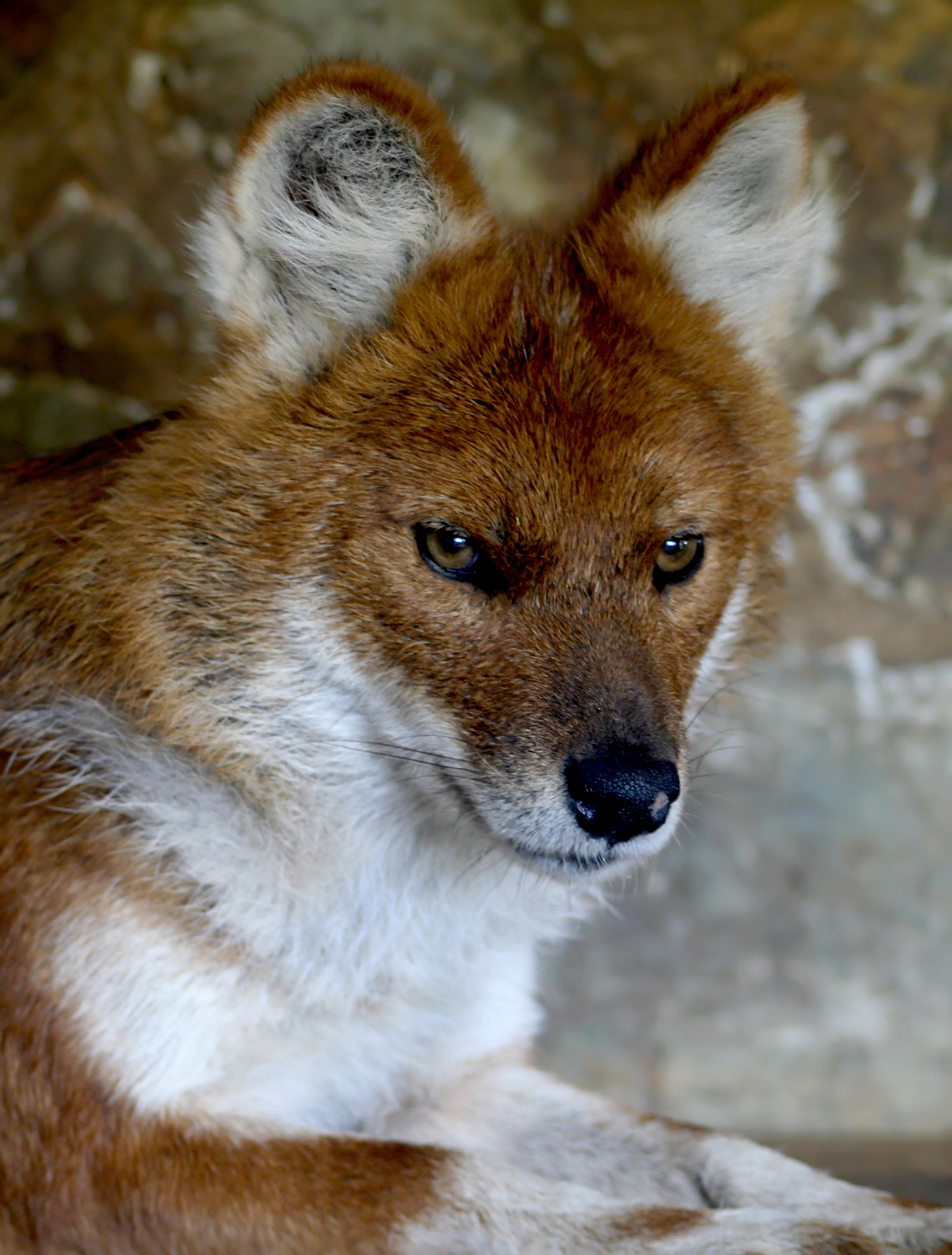
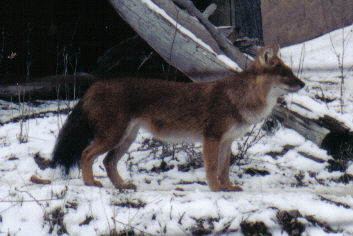
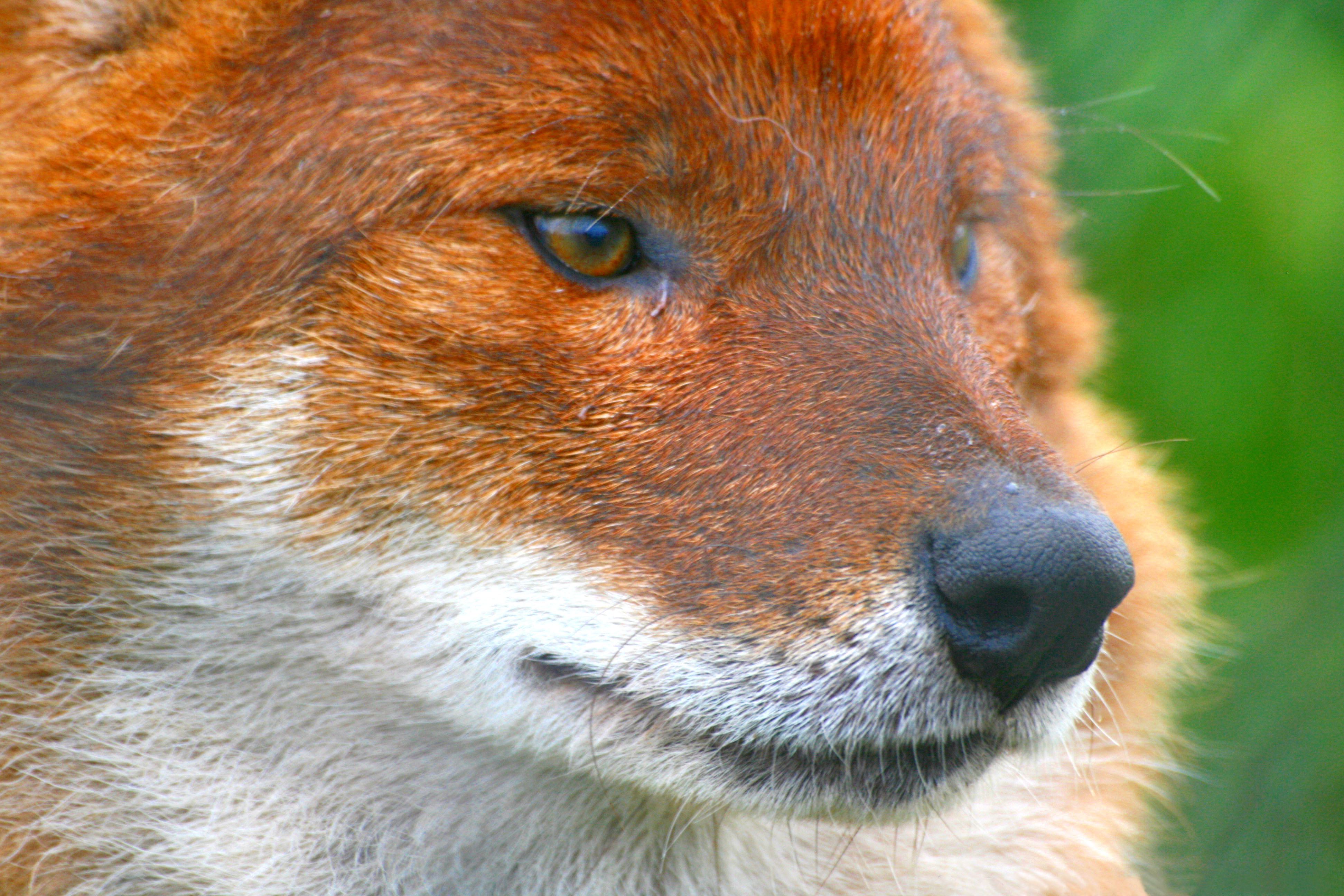
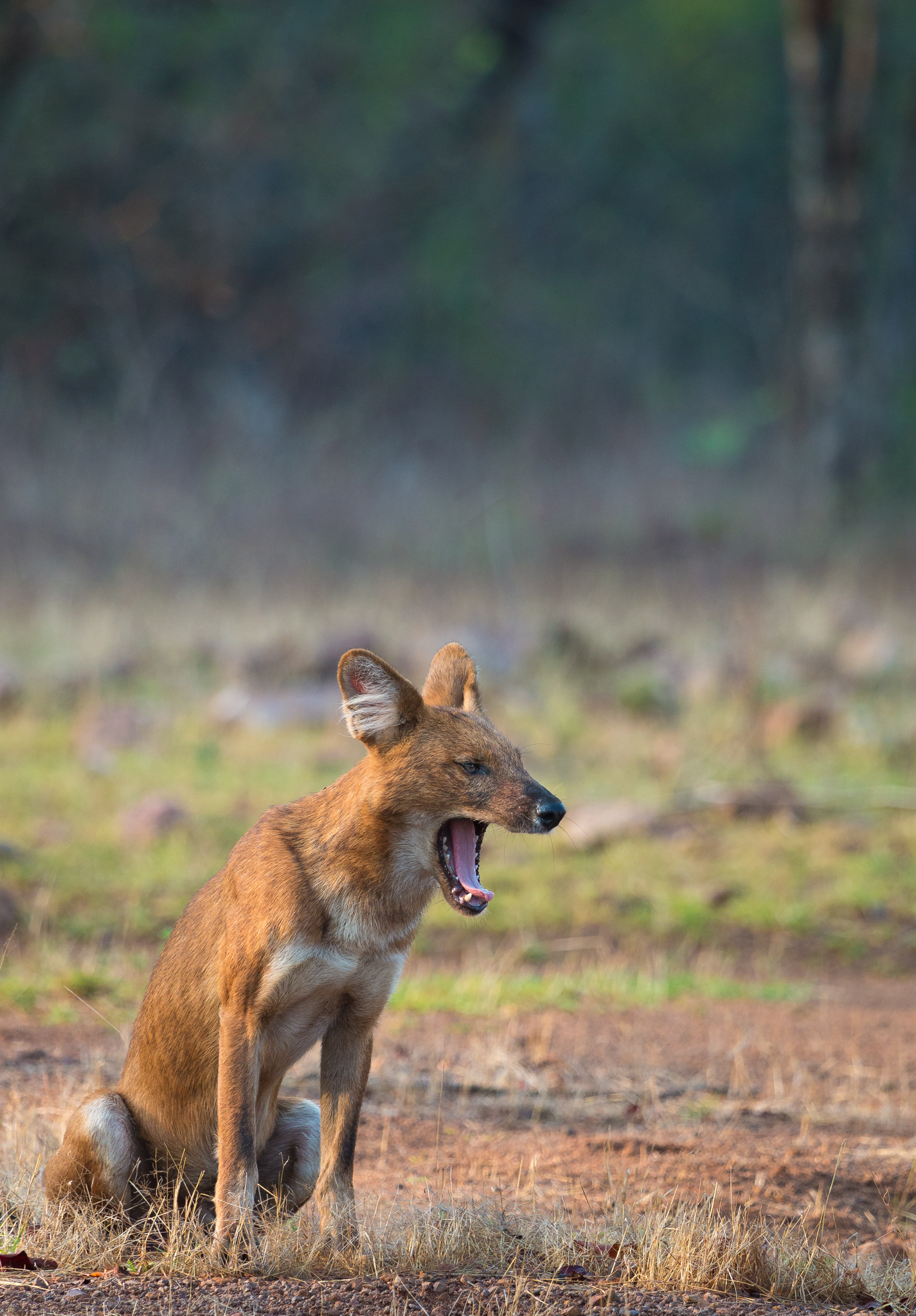
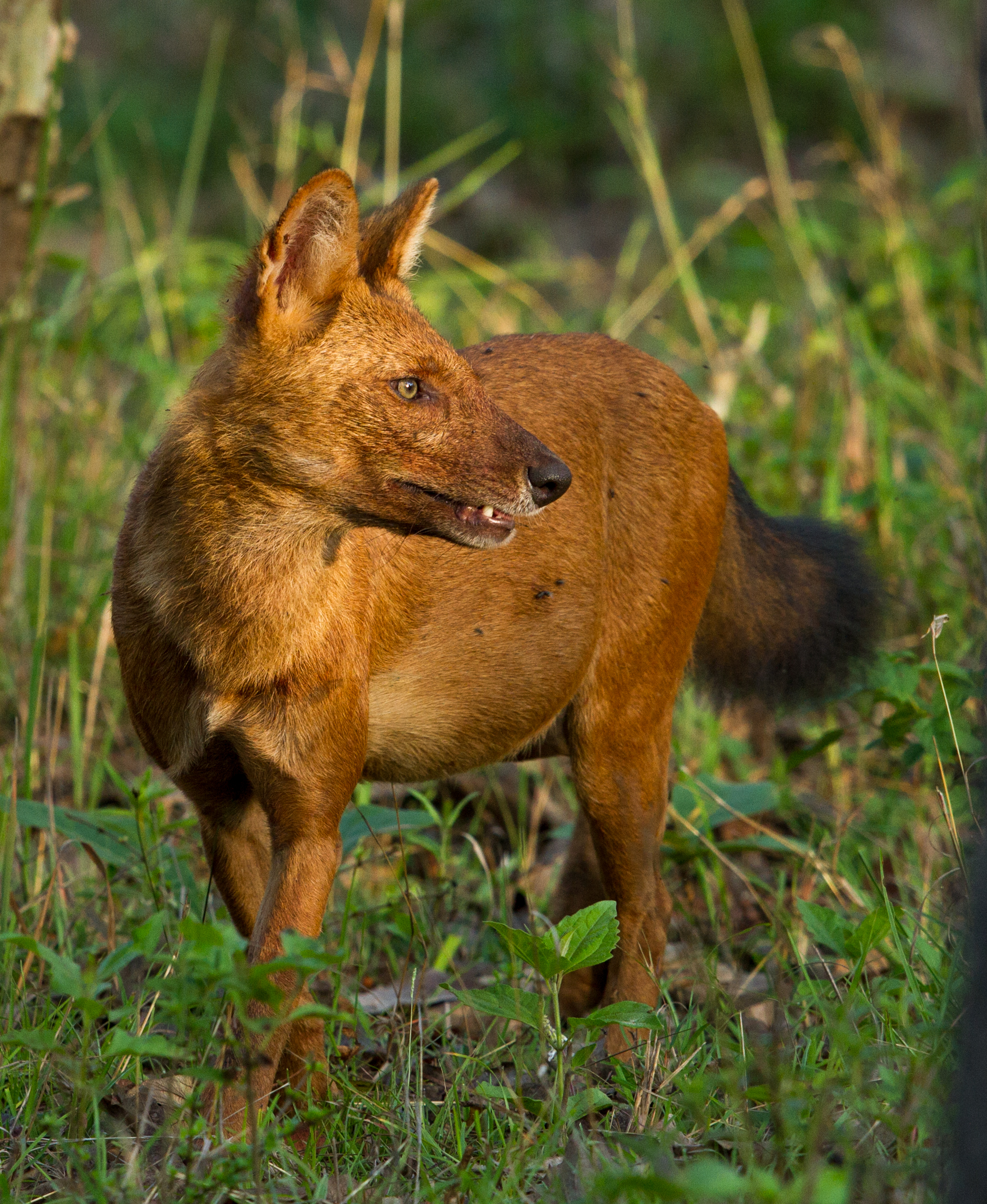
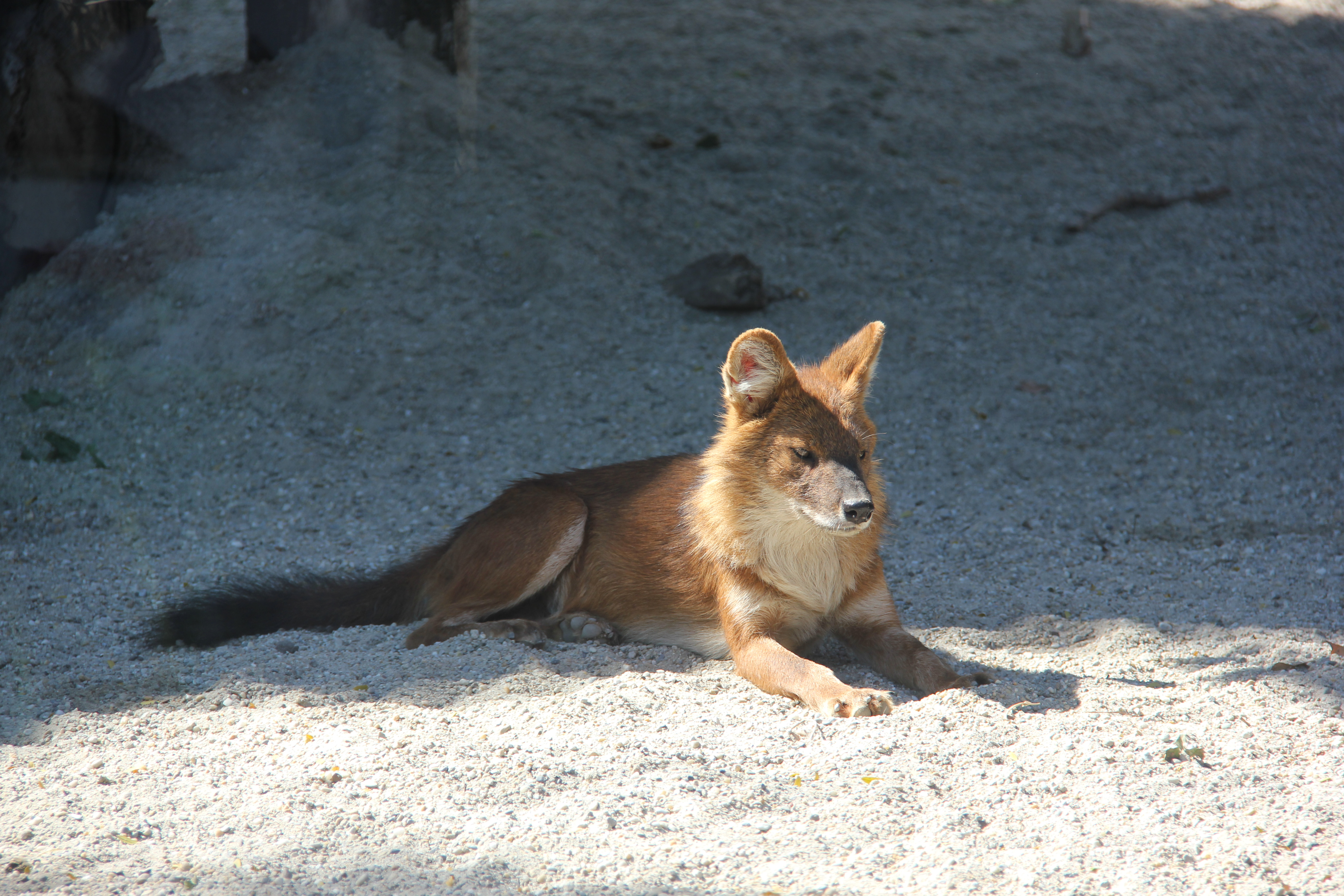
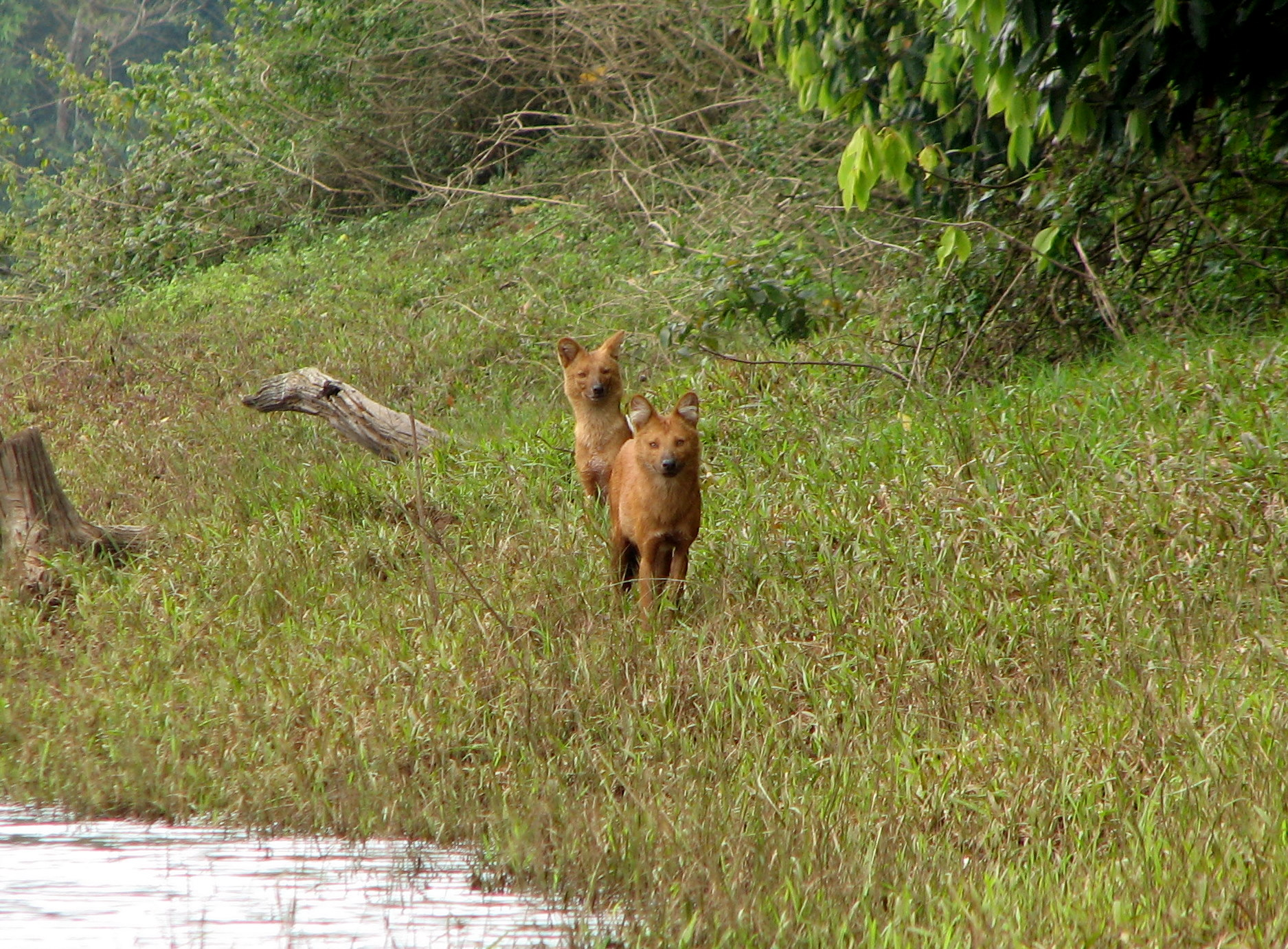
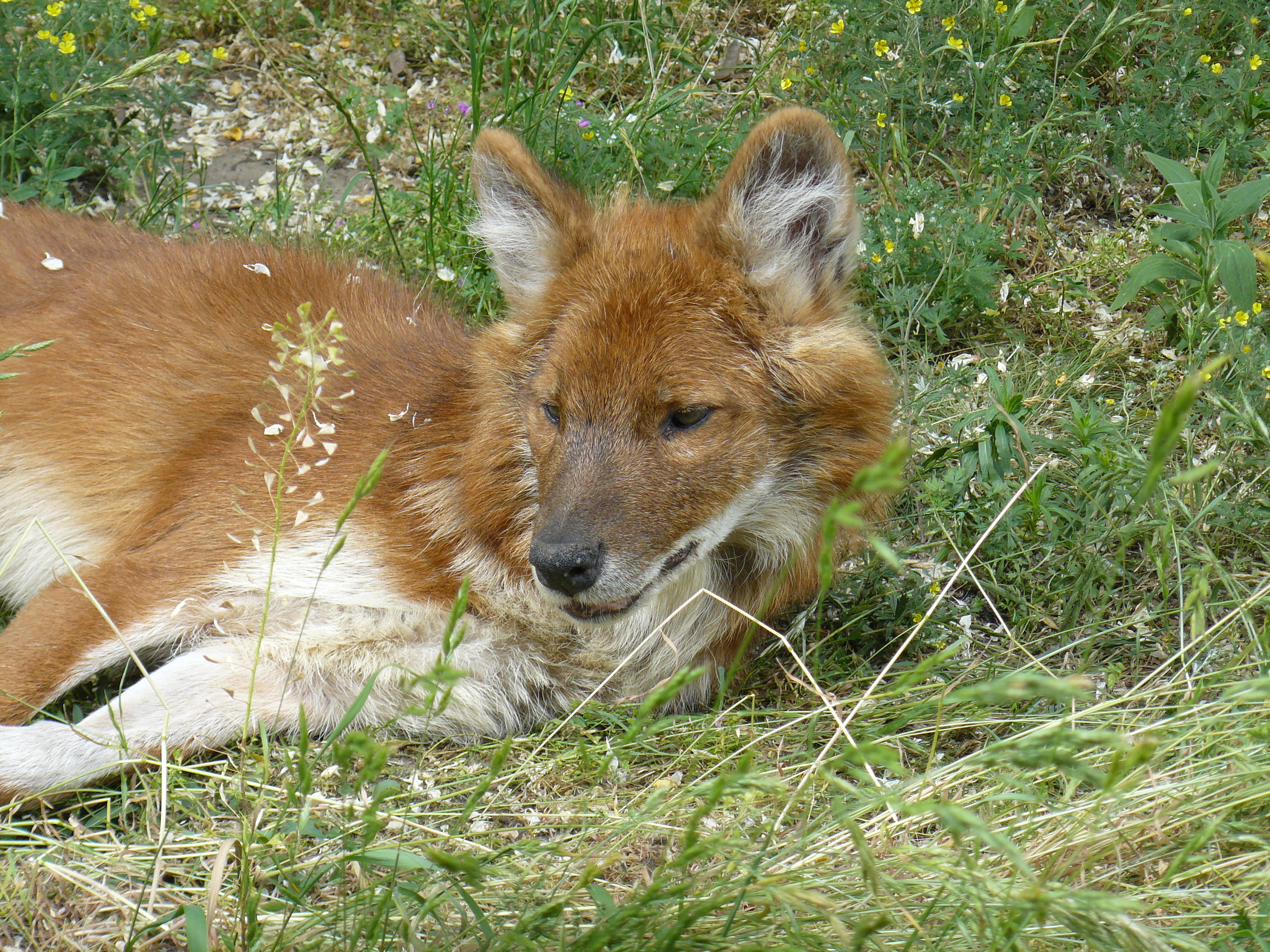
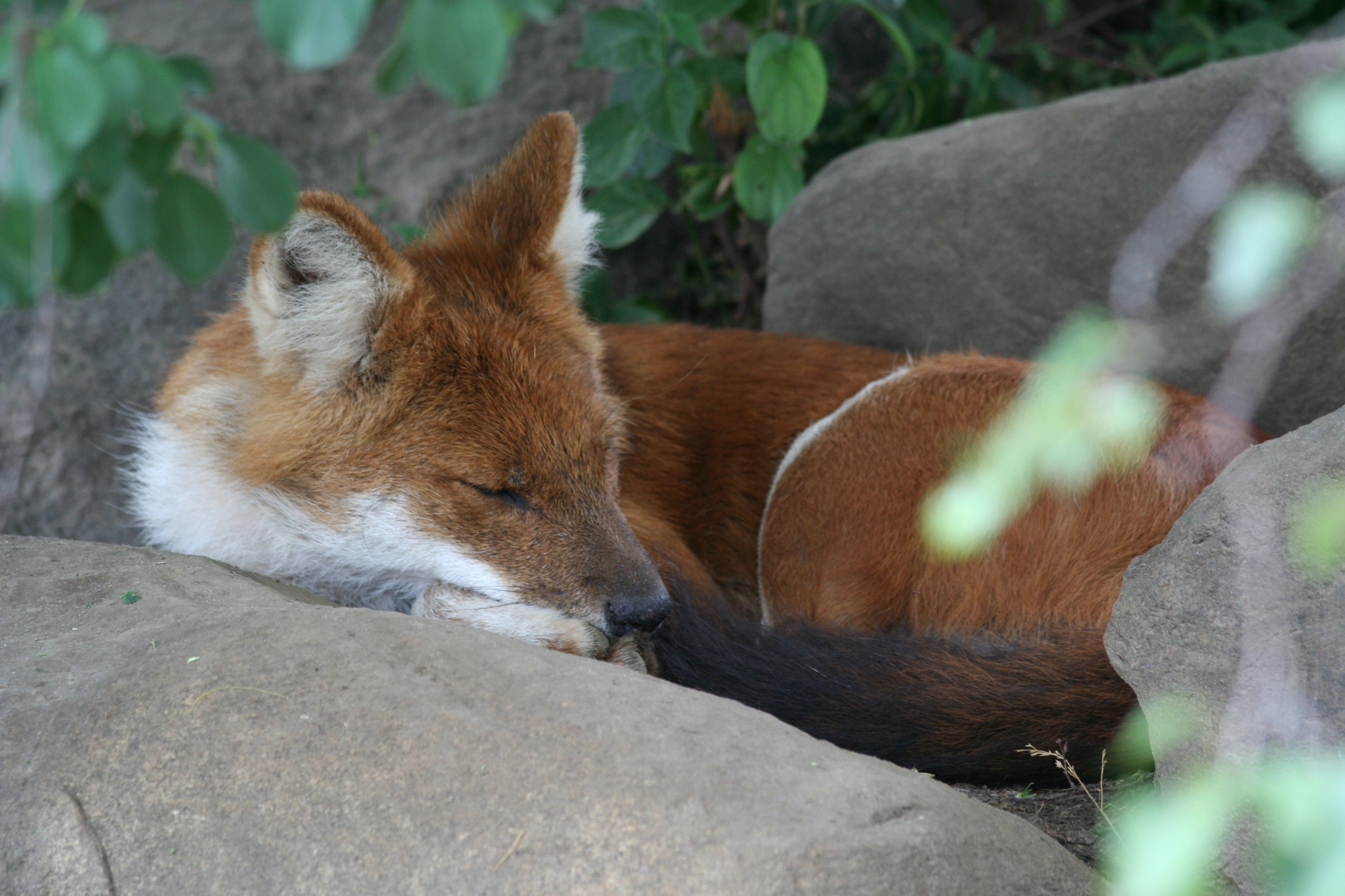
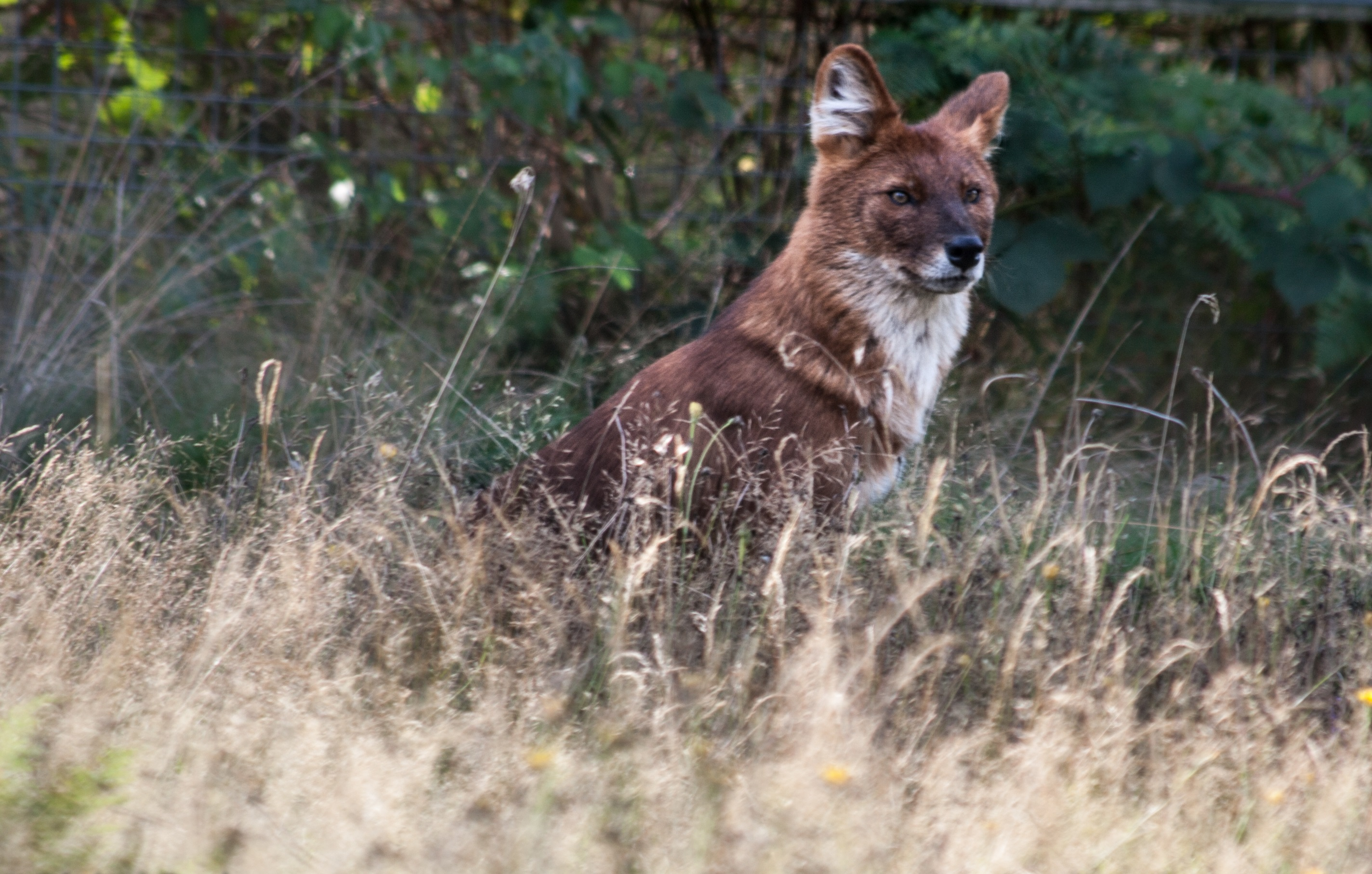
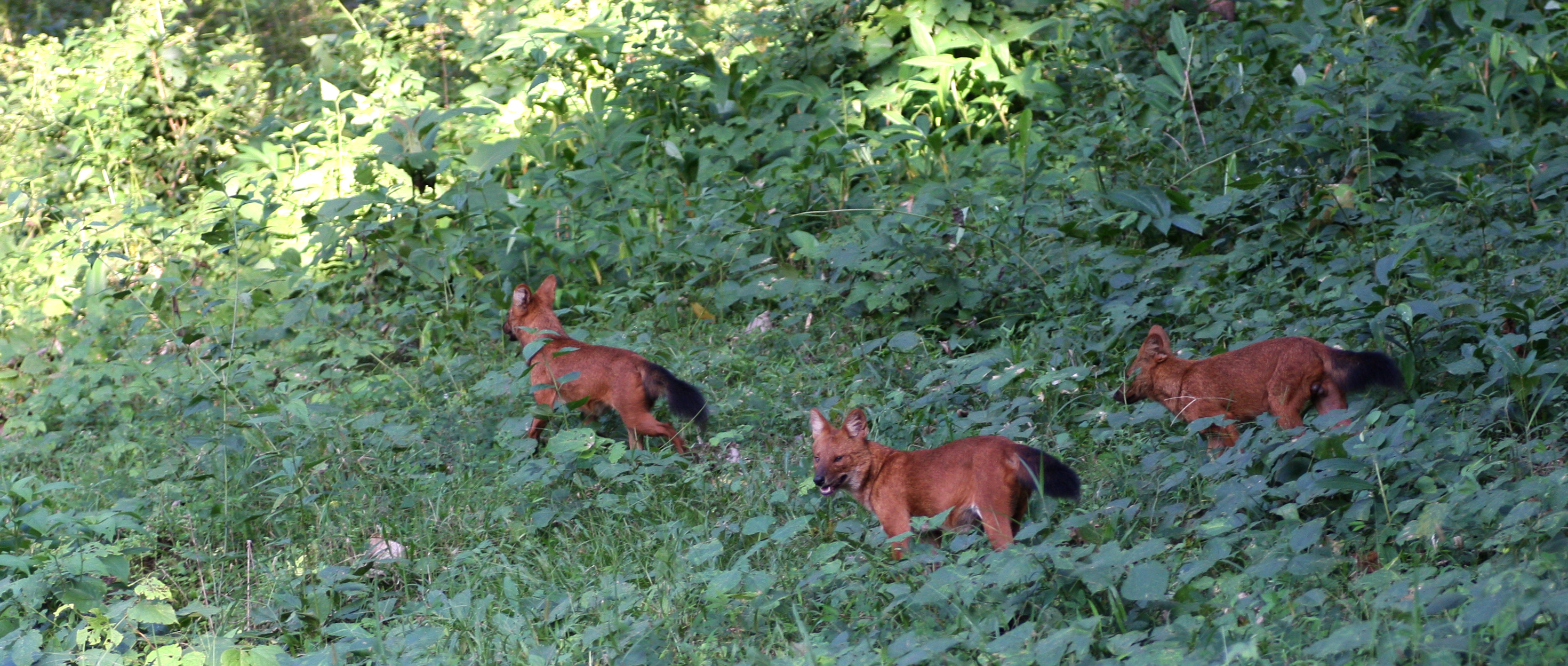